# Liste der Monuments historiques in Cocherel
Die Liste der Monuments historiques in Cocherel führt die Monuments historiques in der französischen Gemeinde Cocherel auf.

## Liste der Objekte
| Bezeichnung | Beschreibung | Standort | Kennzeichnung | Schutzstatus | Datum | Bild |
| --- | --- | --- | ------------- | ------------ | ----- | ---- |
| Hauptaltar mit Retabel | Der Hauptaltar umfasst die Holzarbeiten des Chors, des Altars und des Altarbildes, die beiden Engelsstatuen auf beiden Seiten des Altarbildes und den schmiedeeisernen Abendmahlstisch. Verschiedene Entstehungszeiten im 17. und 18. Jahrhundert. | in der Kirche St-Christophe-St-Jacques-le-Majeur (Lage)                                                          | PM77003369    | Inscrit      | 1979  |      |
| Statue Madonna mit Kind | Holzstatue aus dem 16. Jahrhundert. | Am Hochaltar in der Kirche St-Christophe-St-Jacques-le-Majeur (Lage)                                             | PM77000399    | Classé       | 1905  |      |
| Glocke | Bronzene Glocke bezeichnet 1713. | in der Kirche St-Christophe-St-Jacques-le-Majeur (Lage)                                                          | PM77000401    | Classé       | 1942  |      |
| Statue heiliger Rochus | Hölzerne Statue des Hl. Rochus aus dem 16. Jahrhundert. | Am Taufbecken in der Kirche St-Christophe-St-Jacques-le-Majeur (Lage)                                            | PM77000400    | Classé       | 1905  |      |
| Pilgerstatuen-Fragmente einer Madonna mit Kind und einer Heiligen oder Jungfrau                                                                                  | Fragmente einer hölzernen Madonna mit Kind aus dem 16. Jahrhundert die anhand der Herstellung der Haare und des Mieders hochwertig geschnitzt wurde. Am gemeinsamen Standort in einer Nische befindet sich ein weiteres Fragment einer Steinstatue vom Ende des 18. Jahrhunderts die eine Heilige oder Jungfrau darstellt. Beide Statuen sind in einem schlechten Zustand erhalten. | Nische in der Kirche St-Christophe-St-Jacques-le-Majeur (Lage)                                                   | PM77002609    | Inscrit      | 1977  |      |
| Figurengruppe einer Statue Jungfrau der Barmherzigkeit, zwei seitliche Statuen einer Madonna und des heiligen Johannes sowie unterschiedliche Passionswerkzeuge. | Die seitlichen Statuen stehen auf einem Sockel und mittig ruht die Statue der Jungfrau der Barmherzigkeit unter einem Baldachin. Um die drei Statuen wurden die bemalten Passionswerkzeuge an der Wand angebracht. Entstehungszeit im 16. Jahrhundert. | Zwischen der Südseitentür und dem südlichen Seitenschiff in der Kirche St-Christophe-St-Jacques-le-Majeur (Lage) | PM77003368    | Inscrit      | 1979  |      |